# Clifton (Maine)
Clifton è un comune degli Stati Uniti d'America, situato nello stato del Maine, nella contea di Penobscot.